# Wilhelm Frey (Maler)
Wilhelm Friedrich Frey (* 24. Juni 1826 in Karlsruhe; † 4. Februar 1911 in Mannheim) war ein deutscher Tier- und Landschaftsmaler der Münchner Schule, Professor (1906), Direktor der Großherzoglichen Gemäldegalerie in Mannheim (1895).

## Leben und Wirken

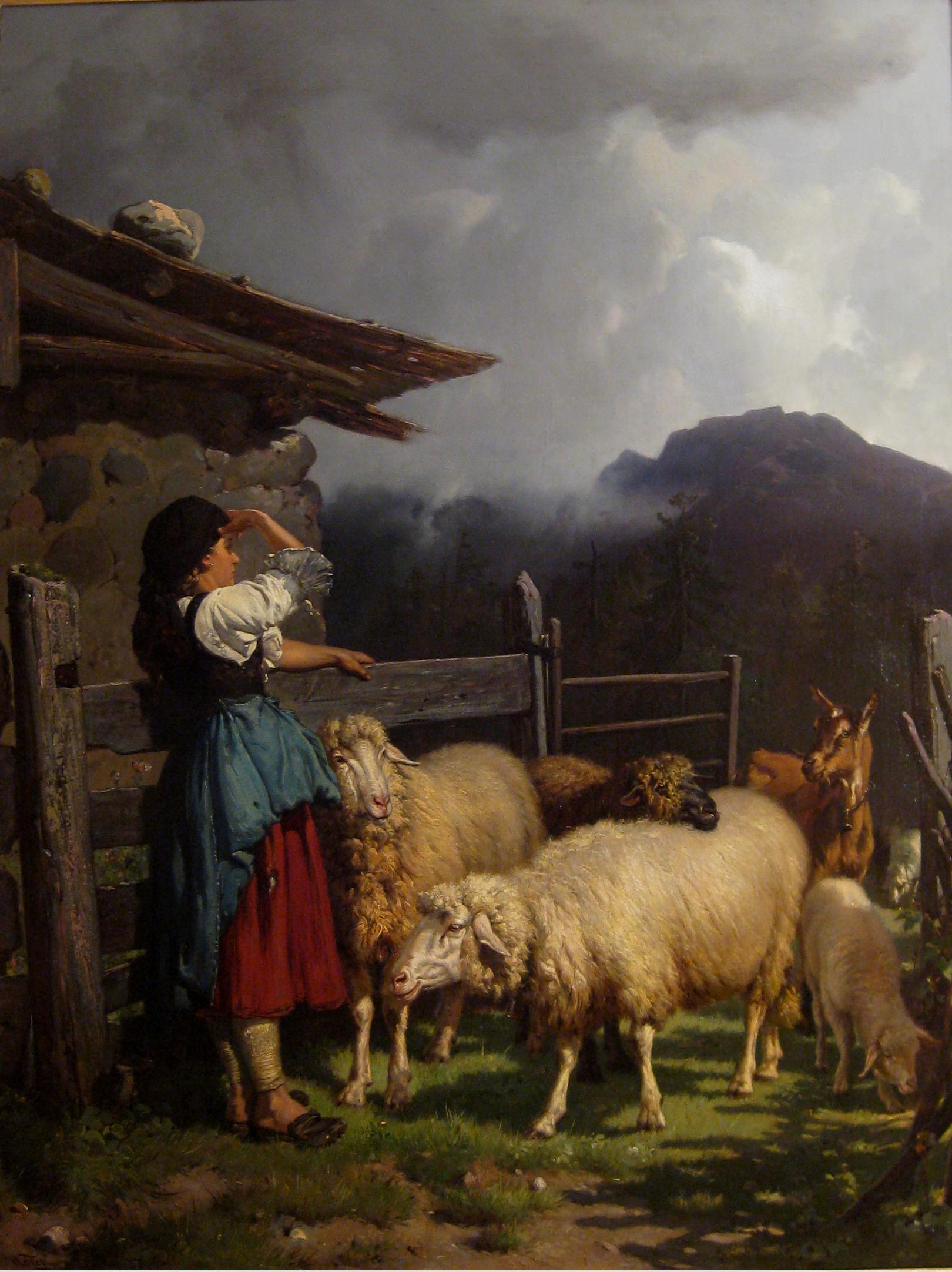
Sennerin vor ihrer Hütte mit heimkehrenden Schafen und Ziegen bei aufziehendem Gewitter, 1872

Frey besuchte während seiner letzten Lyzeumsjahre die Zeichen- und Malklasse Karl Koopmanns und studierte in den Jahren von 1845 bis 1852 an der Akademie der bildenden Künste in München, wo er sich Heinrich Heinlein anschloss. In Hochgebirgslandschaften malte er häufig Tier- und Menschenstaffage. Auch Robert Eberle und Friedrich Voltz verdankte er wertvolle Anregungen. 1852 begann er sich gesanglich auszubilden und war von 1855 bis 1869 an den Bühnen zu Hermannstadt, Mannheim, Schwerin, Berlin, Breslau und Meiningen tätig, ohne während dieser Zeit das Malen aufzugeben. Ende 1869 siedelte er sich mit seiner Frau, einer Schwester der Berliner Malers Charles Hoguet, am Achensee an und studierte das Volks- und Tierleben sowie die Landschaft der bayrischen Alpen.
Von 1870 an beschickte er regelmäßig die Münchener und Berliner Ausstellungen.
1874 ging er erstmals an die untere Weser (Vegesack), 1882 nach Holland (Katwijk), 1885 und 1886 in das Schweizer und Tiroler Hochgebirge, 1887 besuchte er die Ostseeküste, 1891 und 1892 Norderney und 1894 das Isar- und Inntal. 1895 wurde Frey zum Direktor der Großherzoglichen Gemäldegalerie in Mannheim, wo er 1906 zum Professor ernannt wurde. Von Mannheim aus eroberte Frey die Mittelrheinlandschaft und schuf auch zahlreiche Werke aus der Bodenseegegend. Die eigentümlich silberigen Luftstimmungen der Bodenseebilder lockten Frey wieder an die Unterelbe, zu der er durch seine zweite Heirat (1879 mit Sofie Block) in Bremen und Liliental bei Worpswede auch persönliche Beziehungen angeknüpft hatte. 1895, 1901 und 1903 hielt er sich jeweils mehrere Monate dort auf, während er die andern Jahre auf den Mittelrhein, den Bodensee, die Schweiz und die Hochalpen verteilte.
Frey war vorzugsweise Tier- und Landschaftsmaler, schuf jedoch auch Porträts und genreartige Figurenbilder. In seiner Frühzeit (Vieh im Bergland, 1867) wechselt er bald zu einer breiten und sicheren Pinselführung und tonigen Farbengebung. Mit den 1890er Jahren und der Aufnahme der norddeutschen Küstengebiete in sein Werk beginnt die Herausarbeitung der Luft- und Farbenprobleme, die den hochbejahrten Künstler den Anschluss an die Jugend finden lassen. Breiter Vortrag, starke Lokalfarbigkeit, Aufhellung der Farben bis ins Silbrige und ein oft dramatisches Spiel der Wolken kennzeichnen diese Jahre. Ein besonderes Feld in dieser Zeit ist auch die Darstellung von aller Art Jagdhunden. Bodenseebilder, Motive von Mittelrhein und die Worpsweder Landschaft sind bevorzugte Gebiete, denen er am Ende seines Lebens noch die Hochgebirgsnatur der Schweiz und Tirols anschließt. Viele seiner Werke (mit Bildern vertreten in den Museen in Karlsruhe, Mainz, Mannheim und Rostock) sind fotografiert und abgebildet in der Kunst für Alle 1889, 1890, 1891, 1894 sowie in Seemanns Meister der Farbe VIII (1911) Heft 96.

## Familie
Frey war zweimal verheiratet:
- Mit Mathilde (geborene Hoguet, 1833–1878), der Tochter des Ballettmeisters und Choreographen Michel François Hoguet und der Schauspielerin und Tänzerin Emilie Karoline (geborene Vestris, 1801–1869), die als Schauspielerin arbeitete.
- 1879 mit Sophie (geborene Block, 1842–1918), die Tochter eines Gutsherren aus Schwerin.
  - Alexander Moritz Frey, der Schriftsteller wurde.[1][2]